# Vörös Attila (geológus)
Vörös Attila (Budapest, 1944. június 3. –) Széchenyi-díjas magyar paleontológus, geológus, a Magyar Tudományos Akadémia rendes tagja.

## Életpályája
1963-ban kezdte meg egyetemi tanulmányait az Eötvös Loránd Tudományegyetem Természettudományi Karának geológus szakán. Mentora és témavezetője, Géczy Barnabás hatására kezdett el foglalkozni a Villányi-hegység jura korú rétegeinek ősmaradványaival. Geológus diplomáját az ELTE Őslénytani Tanszéken védte meg 1968-ban. Két, Géczy Barnabás mellett töltött tanszéki év után, 1970-ben került a Magyar Természettudományi Múzeumba. 1985-ben szerezte meg a földtudomány kandidátusa, 1997-ben az MTA doktora címet. 1986-tól 2002-ig, 16 éven át volt az MTM Föld- és Őslénytárának (ma Őslénytani és Földtani Tár) vezetője, majd 2012-ig, nyugdíjazásáig főmuzeológusként dolgozott. 2003-ban sikeres pályázat eredményeképpen megalapította az MTA–MTM Paleontológiai Kutatócsoportot, melynek a Magyar Természettudományi Múzeum adott és ad jelenleg is otthont. A 2007-ben indult második támogatási ciklusban már bővíteni is tudta a kutatócsoportot, melynek 2011-ig, a ciklus végéig volt a vezetője, jelenleg pedig kutatóprofesszora. 2004-ben a Magyar Tudományos Akadémia levelező tagjává, 2010-ben rendes tagjává választotta.

## Munkássága
Egyik fő kutatási területe a jura brachiopodák taxonómiai, biosztratigráfiai, paleoökológiai és paleobiogeográfiai vizsgálata. Az ősmaradványok térbeli és időbeli elterjedése alapján kidolgozta a Bakony jura üledékképződési és őskörnyezeti modelljét. Rétegtani és paleobiogeográfiai eredményei alapján alapvető ősföldrajzi összefüggéseket tárt fel az Alp-Kárpáti és a Pannon régió lemeztektonikai fejlődésével kapcsolatban. Munkásságának másik meghatározó fejezete a középső triász rétegtani kérdések tisztázása a Balaton-felvidéken. Az anisusi/ladin emelethatár nemzetközi sztratotípusa (GSSP) címre is jelölt felsőörsi szelvény sokoldalú vizsgálatát vezette, elvégezve az ammonitesz biosztratigráfiai vizsgálatokat. Az anisusi emelet pelsoi alemeletének ammonitesz faunáját feldolgozva megadta az alemelet korszerű definícióját. Üledékföldtani megfigyelései hozzájárultak a Dunántúli-középhegységi-egység középső triász üledékképződéssel egyidejű szerkezeti mozgásainak magyarázatához. Vizsgálta mind a brachiopoda, mind az ammonitesz faunák diverzitásváltozásait is, kimutatva a globális és lokális változások hatásait, többek között a kora jura (toarci) kihalás és a „mezozoós tengeri forradalom”  jelentőségét.
Több mint kétszáz tudományos publikáció szerzője vagy társszerzője. Közleményeit elsősorban angol nyelven publikálja.

## Családja
Nős, három gyermek édesapja.

## Díjai, elismerései
- Akadémiai Díj (Magyar Tudományos Akadémia) (1996)
- Hantken Miksa-emlékérem (Magyarhoni Földtani Társulat) (2000, 2012)
- Tiszteleti Tagság (Magyarhoni Földtani Társulat) (2003)
- Ipolyi Arnold-díj (Országos Tudományos Kutatási Alap) (2005)
- Széchenyi-díj (2019)

## Tudományos közéleti tevékenysége
- Az MTA X. Földtudományok Osztályának elnöke (2011–)
- Az MTA Paleontológiai Tudományos Bizottságának titkára (1990-1996), majd elnöke (1999–2005)
- OTKA Élettelen Természettudományi Kollégium (tag 1999 óta)
- MTA Rétegtani Bizottság, Triász Albizottság (tag 1984 óta), Jura Albizottság (tag 1970 óta)
- Magyarhoni Földtani Társulat (MFT) (választmányi tag 1991 óta)
- MFT Budapesti Területi Szervezet (1997-2000 választott elnök)
- MFT Őslénytan-Rétegtani Szakosztály (választott vezetőségi tag 1991 óta)
- MFT Általános Földtani Szakosztály (választott vezetőségi tag 1994-2000)

## Főbb publikációi
- Brachiopodák és a Tethys. Paleogeográfia a jura időszakban; MTA, Bp., 2014 (Székfoglalók a Magyar Tudományos Akadémián)
- Triász ammonoidea kutatások Magyarországon; MTA, Bp., 2014 (Székfoglalók a Magyar Tudományos Akadémián)
- Escalation reflected in ornamentation and diversity history of brachiopod clades during the Mesozoic marine revolution (2010)
- The Pliensbachian brachiopods of the Bakony Mountains (Hungary) (2009)
- Mesozoic plate tectonic reconstruction of the Carpathian region (társszerző, 2004)
- Mid-Triassic integrated U–Pb geochronology and ammonoid biochronology from the Balaton Highland (Hungary) (társszerző, 2003)
- GSSP (Global Boundary Stratotype Section and Point) proposal for the base of Ladinian (Triassic) (társszerző, 2003)
- The Triassic of the Alps and Carpathians and its interregional correlation (2000)
- Jurassic paleogeography of the Transdanubian Central Range (Hungary) (társszerző, 1998)
- Jurassic microplate movements and brachiopod migrations in the western part of the Tethys (1993)
- Middle Triassic history of the Balaton Highland: extensional tectonics and basin evolution (társszerző, 1992)
- Evolution of the western part of the Tethys as reflected by the geological formations of Hungary (társszerző, 1990)
- Brachiopod palaeoecology on a Tethyan Jurassic seamount (Pliensbachian, Bakony Mountains, Hungary) (1986)
- Sedimentary and structural evolution of the Bakony Mountains (Transdanubian Central Range, Hungary): paleogeographic implications (társszerző, 1985)
- Plate tectonics of the western Carpatho-Pannonian region: a working hypothesis (társszerző, 1979)
- Provinciality of the Mediterranean Lower Jurassic brachiopod fauna: causes and plate tectonic implications (1977)
- A bakony-hegységi júra fejlődéstörténeti vázlata a főbb üledékföldtani jelenségek kiértékelése alapján (társszerző, 1972)